# داي لايت (لعبة فيديو)
داي لايت (بالإنجليزية: Daylight)‏، هي لعبة فيديو من نوع رعب البقاء، أنتجها شركتي أتلس (بلاي ستيشن 4) وزامبي ستوديوز الأمريكية، صدرت اللعبة بتاريخ 29 أبريل 2014م.